# Єжи Штур
Єжи Оскар Штур (пол. Jerzy Oskar Stuhr; 18 квітня 1947, Краків — 9 липня 2024) — польський актор театру та кіно, режисер, педагог, викладач театрального мистецтва, письменник та полоніст. Член Європейської кіноакадемії з 1998 року.
Є батьком актора Мацея Штура (нар. 1975) та художниці Маріанни Штур (нар. 1982).

## Життєпис
Предки Єжи Штура, Анна з дому Тілль та Леопольд Штур, переїхали до Кракова з Австрії у 1879 році. Сам Штур народився 18 квітня 1947 року в Кракові, але до закінчення середньої школи мешкав з батьками у місті Бєльско-Бяла. По закінченні школи повернувся до Кракова, де спочатку закінчив полоністику у Ягеллонському університеті (1970), а потім акторський факультет Вищої державної театральної школи (1972). (До своєї другої альма-матер Штур пізніше повернувся як ректор — спочатку у 1990–1996 роках, а потім у 2002–2008 роках). Єжи Штур є головою ради Фундації Краківського госпісу для дітей імені ксьондза Юзефа Тішнера.
Акторську кар'єру розпочав 1971 року як актор «Старого театру» у Кракові; постійну співпрацю зі «Старим театром» припинив 1991 року.
Заграв у більш ніж 60 фільмах, в тому числі у стрічках «Кіноаматор» та «Три кольори: Білий» Кшиштофа Кесльовського, «Кінгсайз», «Дежа Вю», «Кілер» та «Кілер-2» Юліуша Махульського, «Даун Хаус» Романа Качанова.
Помер 9 липня 2024 року.

## Поставив стрічки
- Список інтриг (пол. Spis cudzołożnic) — 1994;
- Історії кохання (пол. Historie miłosne) — 1997, Гран-прі XXII кінофестивалю у Гдині;
- Тиждень з життя чоловіка (пол. Tydzień z życia mężczyzny) — 1999;
- Велика тварина — 2000;
- Погода на завтра — 2003;
- Хоровод (пол. Korowód) — 2007;
- Mundo Invisível. Tributo ao Público de Cinema — збірка новел різних режисерів — 2011;
- Громадянин (пол. Obywatel) — 2014.

## Нагороди та відзнаки
- 1979 — Бронзові гданьські леви 6-го Фестивалю польських художніх фільмів для найкращого актора;
- 1987 — Бронзові гданьські леви 12-го Фестивалю польських художніх фільмів за найкращу роль другого плану;
- 1994 — Спеціальний приз журі 19-го Фестивалю польських художніх фільмів за фільм Список інтриг;
- 1997 — Золоті леви 22-го Фестивалю польських художніх фільмів за фільм Історії кохання;
- 2007 — Нагорода за найкращий сценарій 32-го Фестивалю польських художніх фільмів за фільм Хоровод;
- 2007 — Лавр Кракова XXI століття;
- 9 листопада 2007 отримав звання почесного доктора Сілезького університету в місті Катовиці[12], де він викладав;
- 12 листопада 2008 отримав Золоту качку та звання найкращого комедійного актора століття;
- 20 вересня 2014 — Спеціальний приз журі 39-го Фестивалю польських художніх фільмів за фільм Громадянин.

## Громадська позиція
У 2018 року підтримав звернення Європейської кіноакадемії на захист ув'язненого у Росії українського режисера Олега Сенцова